# 鍾方晨
鍾方晨，出生於台中，目前就讀輔仁大學音樂研究所爵士音樂組，畢業於國立臺灣藝術大學音樂學系作曲組。，曾获得多个音乐奖项。

## 生平
鍾方晨出生時因早產造成視網膜病變，完全失明，還有輕微自閉和癲癇。在3歲時父母發現她能用電子琴彈出耳熟能詳的兒歌旋律。此後，對音樂有興趣的她，七歲時跟臺中特殊教育學校音樂教師陳蔚綺老師學習鋼琴及小提琴。
鍾方晨學琴10多年，是清水高中音樂班首位全盲生，畢業後进入國立臺灣藝術大學音樂系学习，主修作曲，副修鋼琴。現在鋼琴師承美國伊利諾大學鋼琴演奏博士黃齡緹。
此后，鍾方晨考取台中市街頭藝人證照，在假期种到台中火車站、台中綠園道、百貨公司廣場等地街頭演奏，并将部分收入捐給母校，以協助學校添購音樂班桌椅，協助弱勢學弟妹求學，改善教學品質。

## 獲得獎項
- 2007年總統教育獎[5]
- 2009年加拿大國際殘障鋼琴大賽技巧獎
- 2012年全國視障學生及視障教育教師點字比賽高年級點字板組第一名
- 2012年全國視障學生及視障教育教師點字比賽點字機組（一般學校）第三名[6]
- 2012年全國第廿屆視障音樂節音樂大賽鋼琴組第二名[7]
- 2013年第三屆國際殘障鋼琴大賽A組比賽（18歲以下組）第三名
- 2013年第三屆國際殘障鋼琴大賽B組視障組第一名
- 2013年第三屆國際殘障鋼琴大賽評審團特別獎[8]